# Marsippospermum gracile
Marsippospermum gracile är en tågväxtart som först beskrevs av Joseph Dalton Hooker, och fick sitt nu gällande namn av Franz Georg Philipp Buchenau. Marsippospermum gracile ingår i släktet Marsippospermum och familjen tågväxter. Inga underarter finns listade i Catalogue of Life.